# Charlie Slusher
Carlos „Charlie” Slusher (ur. 28 listopada 1971 w Belmopanie) – belizeński piłkarz, grający na pozycji bramkarza, trener piłkarski.

## Kariera piłkarska

### Kariera klubowa
Występował w klubach Suga Boys Juventus, Kulture Yabra FC, Builders Hardware Bandits i FC Belize.

### Kariera reprezentacyjna
W latach 1995–2005 bronił barw narodowej reprezentacji Belize.

## Kariera trenerska
Po zakończeniu kariery piłkarskiej rozpoczął karierę szkoleniową. Najpierw pomagał trenować bramkarzy, a od 7 marca do 30 kwietnia 2013 roku czasowo prowadził narodową reprezentację Belize. Potem ponownie pracował w sztabie reprezentacji.

## Sukcesy i odznaczenia

### Sukcesy klubowe
- mistrz Belize: 1999, 2001